# Eiji Ezaki
Eiji Ezaki, znany jako Hayabusa (Sokół) (jap. 江崎英治 Ezaki Eiji; ur. 29 listopada 1968 w Yatsushiro, w prefekturze Kumamoto, zm. 3 marca 2016) – japoński wrestler.
Jego trenerami byli Tarzan Goto i Rey Misterio Sr. Ezaki debiutował 5 maja 1991. 
W dniu 22 października 2001, podczas meczu z Mammoth Sasaki, doznał paraliżu dolnej części ciała po nieudanym Asai Moonsault.

## Tytuły mistrzowskie
- All Japan Pro Wrestling
  - AJPW All Asia Tag Team Championship (raz) - wraz z Jinsei Shinzaki

- Frontier Martial Arts Wrestling
  - FMW Brass Knuckles Heavyweight Championship (3 razy)
  - FMW Brass Knuckles Tag Team Championship (2 razy) - wraz z Masato Tanaka (1) i Daisuke Ikeda (1)
  - FMW Independent Heavyweight Championship (raz)
  - FMW World Street Fight 6-Man Tag Team Championship (3 razy) - wraz z Tetsuhiro Kuroda & GOEMON (1), Masato Tanaka i Koji Nakagawa (1) and Masato Tanaka & Hisakatsu Oya (1)

- World Entertainment Wrestling
  - WEW Heavyweight Championship (2 razy)
  - WEW World Tag Team Championship (2 razy) - wraz z Mr. Gannosuke (1) i Tetsuhiro Kuroda (1)

- Pro Wrestling Illustrated
  - 255. miejsce wśród 500. najlepszych wrestlerów podczas "PWI Years" w 2003 roku.

## Styl walki

### Finishery
- Firebird Splash (450 Splash)
- Falcon Arrow (Sitout suplex slam)
- Phoenix Splash (Corkscrew 450 Splash)
- Shooting Star Press

## Życie prywatne
W 2004 roku, Eiji Ezaki rozwiódł się z żoną, która przejęła opiekę nad dwójką ich dzieci. 
Najbliższym przyjacielem wrestlera był Jushin Liger. Po tym, jak Ezaki odrzucił kontrakt z New Japan Pro Wrestling przez 9 lat nie rozmawiali ze sobą, aż do 22 kwietnia 2005 roku.